# メインストリーム・ジャズ
メインストリーム・ジャズ（Mainstream jazz）はジャズのジャンルで、当初はバック・クレイトンらのようなジャズ・ミュージシャン達の、1950年代ごろの演奏スタイルを指して使われていた。

## 歴史
スウィングをやめてビバップに転向したりせず、それどころか小編成のアンサンブルで演奏する、かつて歓迎されたビッグ・バンドのスウィング・ジャズの時代からのミュージシャン達のことである。1960年代の間、メディアはメインストリーム・ジャズをほとんど扱わなかったが、1970年代に人気を回復した。
- スウィング時代
- デューク・エリントンは主流のジャズに重要な影響を与えました。スウィング時代の彼の音楽は、ルールを破ることで知られていませんでした。
- コールマン・ホーキンスは、ビバップを自分のスタイルに導入する前に、ビッグバンドの音楽に多大な貢献をしました。
- ジョニー・ホッジスはデューク・エリントン管弦楽団のメンバーであり、オーケストラ自体の中でおなじみの声になりました。
- ベニー・カーターはビッグバンドのスタイルに大きな影響を与えました。
- ロイ・エルドリッジは、スウィング時代とビバップの発展の両方で最も影響力のあるジャズミュージシャンの一人に選ばれています。トランペット演奏はルイ・アームストロングの影響を受けた。